# Saúl (nombre)
Saúl  es un nombre masculino español. Procede del hebreo שאול derivado del arameo Shaul y significa «aquel que ha sido pedido al Señor». Ya que el rey Saúl, fue pedido o deseado por su pueblo.

## Origen
Saúl  es el nombre de varios personajes bíblicos del Antiguo Testamento:
- Saúl rey de Edom, originario de Rehobot sobre el Éufrates (Génesis 36:37; 1.ªCrónica 1:48).
- Saúl hijo de Simeón y de una cananea (Génesis 46:10).
- Saúl hijo de Cis de la tribu de Benjamín y primer rey de Israel, ungido por Samuel (1.ªSamuel 9-31).

## Variantes en otros idiomas
| Variantes en otras lenguas | Variantes en otras lenguas |
| -------------------------- | -------------------------- |
| Alemán                     | Saul                       |
| Amhárico                   | ሳኦል (Sa'oli)               |
| Árabe                      | طالوت (Ṭālūt)              |
| Armenio                    | Սողոսը (Soghosy)           |
| Bereber (tifinag)          | ⵙⴻⴰⵍ (Sæul)                |
| Catalán                    | Saül                       |
| Español                    | Saúl                       |
| Francés                    | Saul                       |
| Griego                     | Σαούλ (Saoúl)              |
| Hebreo                     | שאול (Shaul)               |
| Hindi                      | शाऊल (Shaool)               |
| Holandés                   | Saul                       |
| Inglés                     | Saul                       |
| Italiano                   | Saul                       |
| Kurdo                      | Şawûl                      |
| Latín                      | Saulus                     |
| Lituano                    | Saulė                      |
| Persa                      | ساول (Ṭāelūj)              |
| Portugués                  | Saul                       |
| Ruso                       | Сол (Sol)                  |
| Serbocroata                | Сayл (Saul)                |

- Datos: Q6122271
- Multimedia: Saúl (given name) / Q6122271